# Phaulopsis pulchella
Phaulopsis pulchella är en akantusväxtart som beskrevs av M. Manktelow. Phaulopsis pulchella ingår i släktet Phaulopsis och familjen akantusväxter. Inga underarter finns listade i Catalogue of Life.